# 乌什拉瓦莱富隆
乌什拉瓦莱富隆（法語：Oulches-la-Vallée-Foulon）是法国皮卡第大区埃纳省的一个市镇，属于拉昂区克拉奥讷县。该市镇2009年时的人口为85人。

## 人口
乌什拉瓦莱富隆人口变化图示
| 数据来源：INSEE |